# Eisenwalzwerk (Moderne Cyklopen)
Das Eisenwalzwerk (später: Moderne Cyklopen) ist ein realistisches Gemälde von Adolph von Menzel aus den Jahren 1872 bis 1875. Es ist eines seiner Hauptwerke aus der Zeit, als der Maler sich hauptsächlich mit Gegenwartsthemen und der sozialen Frage als Folge des ungehemmten technischen Fortschritts während der Industriellen Revolution beschäftigte. Das Bild erregte großes Aufsehen und gehört heute zur Sammlung der Berliner Alten Nationalgalerie.

## Beschreibung
Das Gemälde hat die Maße 158 × 254 cm, ist in Öl auf Leinwand ausgeführt und trägt unten links die Signatur Adolph Menzel. Berlin 1875. Gekauft wurde es 1875 von dem Auftraggeber, dem Unternehmer Adolf von Liebermann für 11.000 Taler, doch bereits im November, nach der Pleite Liebermanns, ging es für 30.000 Taler an die Berliner Nationalgalerie unter Federführung des Direktors Max Jordan, der aufgrund des hohen Preises ein Ersuchen zum Kauf an das preußische Kulturministerium richtete, wobei er das Bild als „ergreifendes Werk des Heldenmutes der Pflicht“, einer neuen Art der „Historienmalerei mit sittlicher Wirkung“ und als „Verherrlichung der groben Arbeit des modernen Culturlebens“ in seinem Brief anpries.
Das Werk zeigt die Fabrikhalle der oberschlesischen Königshütte, einem Walzwerk für Eisenbahnschienen, das sich seit 1871 nach mehreren Fusionen in Privatbesitz von Carl Justus Heckmann befand und zu jener Zeit etwa 3000 Arbeiter beschäftigte. In der verrauchten Fabrikhalle sind über 40 Arbeiter zu erkennen, die gerade Schichtwechsel hatten. Die Arbeiter am Ofen befördern teilweise barfuß in Holzpantinen und ohne Schutzhandschuhe die weißglühende sogenannte Luppe mit Zangen und durch Kippen eines eisernen Handwagens in die Profilwalzen. 
Am rechten Rand des Bildes befindet sich ein handbetriebener Kran mit Zahnradübersetzung und Kettenzug. Am vorderen unteren rechten Rand sitzen erschöpfte Arbeiter neben einer Presse, die in der Mittagspause eine Mahlzeit zu sich nehmen, die von einer jungen Frau in einem Korb hergebracht wurde. Die Menschen konzentrieren sich meist auf ihre eigenen Aktivitäten, nur die junge Frau neben den essenden Arbeitern scheint den Betrachter direkt anzuschauen. Links sind Männer zu erkennen, die sich nach Schichtende mit nacktem Oberkörper waschen.
In der linken oberen Bildhälfte befindet sich ein Mann mit Mantel und Bowlerhut, der scheinbar unbeteiligt durch diese Halle schlendert und seinen Blick zum oberen Teil eines Puddelofens über dem Schwungrad als der Kraftquelle der Presse richtet. Er wurde von Menzel selbst als „Dirigent“ bezeichnet. Hierzu schrieb der Kunsthistoriker Werner Busch:

„Doch der Fluchtpunkt selbst ist im Eisenwalzwerk sehr spezifisch vermerkt, er findet sich im Kopf des Dirigenten. So weit er sich auch im Hintergrund befindet, nicht nur laufen die sich verkürzenden Linien auf ihn zu, vielmehr unterscheidet er sich in doppelter Hinsicht von allem übrigen Personal. Er trägt nicht Arbeits-, sondern bürgerliche Straßenkleidung mit ‚bowler hat‘, hat die nicht arbeitenden Hände auf dem Rücken verschränkt, schlendert durch die Halle, während die Arbeiter in jeder Hinsicht angespannt sind.“

## Geschichte und Hintergrund
Menzel befand sich in den 1870er Jahren in einer widersprüchlichen Situation. Einerseits seiner persönlichen künstlerischen Intention, andererseits den Ansprüchen der damaligen Gesellschaft verpflichtet, nämlich die Fortführung seiner bekannten Bilderserie über Friedrich den Großen, die er abgebrochen hat. Menzel war bereits berühmt und man erwartete eine bestimmte Art der Malerei von ihm, auch wenn er nun wirtschaftlich unabhängig von Aufträgen war. Menzels persönliches Anliegen war es, den arbeitenden Menschen darzustellen, und hat mit dem Eisenwalzwerk ein Meisterwerk geschaffen, das in einer Zeit, in der bereits der uneingeschränkte Glaube an den technischen Fortschritt hinterfragt wurde, bei seiner Präsentation sensationell wirkte. Die ungehemmte industrielle Revolution nach der deutschen Reichsgründung 1871 zeigte nach einem anfänglichen Wirtschaftsaufschwung nach dem gewonnenen Krieg gegen Frankreich, bald ihre sozialen Folgen, die Menzel in diesem Gemälde darstellt. Es ist das erste Bild in Deutschland, das diese inhumanen und prekären Folgen der Bismarckschen Industriepolitik offenbart. Menzel zeigt in seinem Werk schonungslos die Schichtarbeit. Der Begriff Moderne Zyklopen für die Stahlarbeiter prägte 1852 der Kunsthistoriker Friedrich Eggers, als er in einem Artikel im Deutschen Kunstblatt neue Motive aus Industrie und Alltag für die Bildende Kunst empfahl, allerdings in unkritisch idealisierender Art. Später wurde der Begriff auch von Karl Marx in seinem I. Band des Kapitals verwendet. Menzel wählte für sein Bild nicht die Schwerindustrie des Ruhrgebiets, sondern das Revier in Oberschlesien, wo die Arbeitsbedingungen härter als an der Ruhr waren. Es kam seit 1871 bis zur Krise von 1873 zu Aufständen und Kontroversen zwischen den katholischen polnischen und den deutschen protestantischen Arbeitern. Menzel war sich der gesellschaftlichen Umbrüche bewusst und stellt in seinem Bilde das Motiv von seiner brisanten Seite, dem Menschen, dar. Die Monstrosität des zu erwartenden Massen- und Maschinenzeitalters nimmt der Maler hier vorweg und zeigt, wie der Rhythmus der arbeitenden Maschinen die Menschen in ihren Bewegungsabläufen hektisch werden lässt. Der Arbeiter ist so zu einem degradierten Teil der Maschine geworden.
25 Jahre später formulierte er in der kleinen Auftragsarbeit Besuch im Eisenwerk, 1900, die soziale Kritik deutlicher, indem er den Gegensatz von Herr und Knecht in den Mittelpunkt stellt.
Schon seit 1855, als der Künstler die Pariser Weltausstellung besucht hatte, fertigte er Zeichnungen von Schmieden an, die an einem Amboss oder an einem Dampfhammer arbeiten. Menzel kannte außerdem das Bild Die Steineklopfer von 1849 (Gemäldegalerie Dresden, Kriegsverlust) von Gustave Courbet, das ihn in seiner Intention bestärkte. Eine weitere Inspiration könnten ihm die Industriebilder des Lithografen François Bonhommé geliefert haben, die im Auftrag der Fabrikbesitzer entstanden und zum ersten Mal die Arbeiter als Individuen darstellten. Davor ging es in den sogenannten Industrieveduten nur um imposante Maschinenanlagen, der Mensch war Nebensache. Menzel hatte aber auch selbst Einfluss auf andere Künstler. So ist anzunehmen, dass Paul Friedrich Meyerheim seinen sechsteiligen Bilderzyklus Die Lebensgeschichte einer Lokomotive für die damalige Villa Borsig, nicht wie ursprünglich geplant als Allegorie darstellte, sondern in realistischer Manier wie Menzels Eisenwalzwerk ausführte. Menzels Bild ist näher an der Wirklichkeit, Meyerheim hingegen verklärt genrehaft und idealisiert seine Darstellung.

## Vorstudien
Es gibt im Berliner Kupferstichkabinett über 100 mit Bleistift gezeichnete Vorstudien für das Eisenwalzwerk. Bewegungsstudien zeigen die einzelnen Arbeitsschritte der Stahlverarbeitung im Walzwerk, außerdem Gesamtansichten der Hochofenanlage in unterschiedlichem Licht, einzelne Maschinen und Werkzeuge. Menzel schuf außerdem eine Gouache mit dem Titel Selbstbildnis mit Arbeiter am Dampfhammer (Leipzig, Museum der bildenden Künste, Nr. 1972/6) wo Menzel im Hintergrund einer Maschinenhalle den Mann am Dampfhammer skizziert. Entstanden ist das Eisenwalzwerk schließlich im Atelier unter Zuhilfenahme von Modellen für die unterschiedlichen Körperhaltungen.
Auswahl von ausgestellten und veröffentlichten Vorstudien:
- Ein Arbeiter in der Mitte des Bildes.[10]
- Studienblatt mit Bewegungsstudien für die Männer an dem Ofen (Arbeiter Bildmitte).[11]
- Kohlezeichnung, Vorstudie, um 1875, bez. und signiert Kön. Eisengießerei.[12]

Der Verleger Wilhelm Spemann schreibt über dieses Werk:

„In dieser Schilderung der Eisenschienenschmiede von Königshütte in Oberschlesien ist das höchste Mass naturalistischer Beobachtung vereint mit einer Virtuosität des Vortrags und einem starken Gefühle für malerische Wirkung. Die wissenschaftliche Genauigkeit in der Schilderung kann nicht weiter getrieben, die Lebhaftigkeit im Ausdruck nicht gesteigert werden. Zahlreich sind die gezeichneten Studien, die Menzel für dieses Bild moderner Cyclopen gemacht hat, in dem Werke selbst tritt die Zeichnung zurück hinter der Meisterschaft, mit der die ungeheuren Schwierigkeiten der Luft- und Lichtmalerei überwunden worden sind.“

## Rezeption
Eine literarische Würdigung erfuhr das Werk in Peter Weiss’ Roman Die Ästhetik des Widerstands. Der Ich-Erzähler betrachtet das Bild anlässlich eines Besuchs in der Berliner Alten Nationalgalerie ausführlich und fühlt, wie ihn die Darstellung Menzels fasziniert. Seine Gedanken kreisen dann um die „Kultur der Arbeiter“ und schließlich ordnet er es zusammen mit dem im Saal links daneben hängenden Gemälde, Menzels Abreise König Wilhelms I. zur Armee am 31. Juli 1870 (1871), und dem rechts hängenden Bild Das Ballsouper (1878) in ein Triptychon zur neueren deutschen Geschichte ein. Er formuliert eine gedankliche Kritik: „Die Schilderung dieses unaufhörlichen, verschwitzten Ineinandergreifens sagte nichts andres aus, als daß hier hart und widerspruchslos gearbeitet wurde. Die Lobpreisung der Arbeit war eine Lobpreisung der Unterordnung. Der Frau [Anmerkung: vorn rechts im Bild] war anzusehn, daß sie in einem Kellerloch zu Hause war [...]. [...] waren die Männer, mit ihren zerfurchten Gesichtern und den vor der Glut zusammengekniffnen Augen, ihren um die Werkzeuge geballten Fäusten, doch losgelöst worden von den gesellschaftlichen Kenntnissen, Dokumentationen und Organisationen, [...]. [Ich sah], wen Menzels Meisterschaft vors bewundernde Publikum gestellt hatte, den deutschen Arbeitsmann aus Bismarcks und Wilhelms Reich, unangefochten vom Kommunistischen Manifest, in seiner einzigen Befugnis, wacker und treu zu sein.“ Peter Weiss sieht in diesem Triptychon demnach den „ganzen Betrug, der an der Arbeiterklasse begangen wurde.“
Menzels aufsehenerregendes Bild wurde nach Marie Ursula Riemann-Reyher Darstellung immer kontrovers besprochen, verurteilt oder heroisiert, aber „nie in sachlicher Weise“.
Der Kunsthistoriker und ehemalige Kurator der Berliner Alten Nationalgalerie Claude Keisch sieht das Werk „als komplexes Bild eines komplexen Systems praktischer wie auch sozialer Beziehungen.“ Er zieht einen Vergleich zu Bertha von Suttners Roman Das Maschinenzeitalter von 1890. Der zyklische Charakter der Schichtarbeit lässt in dem Bild „die Zeit erlebbar werden“. Es enthält darüber hinaus „ein antikisierendes Pathos“, das der alte Bildtitel Moderne Cyclopen, der aber nicht von Menzel stammt, bereits andeutet. Diesem Pathos steht ein „Heroismus des modernen Lebens“ gegenüber, „in unheimlicher Unentschiedenheit zwischen Dienen und Drohen“.

## Ausstellungen (Auswahl)
- 1876: Berliner Akademie-Ausstellung, Akademie der Künste, Berlin
- 18. Mai bis 10. November 1878: Exposition Universelle (Weltausstellung), Paris
- 1879: 3. Internationale Kunstausstellung Glaspalast, München
- 8. Dezember 1885 bis 1886: Ausstellung anlässlich des siebzigsten Geburtstags Adolph Menzels in der Königlichen Akademie der Künste, Berlin
- 4. Januar bis 10. Mai 1896: Ausstellung der Genossenschaft der bildenden Künstler Wiens, Künstlerhaus, Wien
- 1952: Kunstausstellung Eisen und Stahl
- 1958: Schätze der Weltkultur von der Sowjetunion gerettet Nationalgalerie, Berlin (Ost)
- März bis Mai 1976: Moderne Cyklopen: 100 Jahre „Eisenwalzwerk“ von Adolph Menzel Nationalgalerie in Berlin
- 13. März Bis 23. Mai 1985: Weltschätze der Kunst – der Menschheit bewahrt. Ausstellung anläßlich des 40. Jahrestages des Sieges über den Hitlerfaschismus und der Befreiung des deutschen Volkes, Altes Museum, Berlin (Ost)
- 7. Februar bis 11. Mai 1997: Das Labyrinth der Wirklichkeit in der Berliner Alten Nationalgalerie und im Kupferstichkabinett
- 22. Juni bis 2. September 2007: Blicke auf Europa. Europa und die deutsche Malerei des 19. Jahrhunderts Neue Pinakothek, München